# Ainsworth (Iowa)
Ainsworth è una città degli Stati Uniti, situata nella Contea di Washington, nello Stato dell'Iowa.

## Geografia fisica
Le coordinate geografiche della città sono: 41°17′25″N 91°33′15″W (41.290175 -91.554283). Ainsworth ha una superficie di 1,0 km². Le città limitrofe sono:Conesville, Cotter, Crawfordsville, Fredonia, Olds, Washington e Wayland. Ainsworth è situata a 216 m s.l.m.

## Società

### Evoluzione demografica
Al censimento del 2000, Ainsworth contava 524 abitanti e 199 famiglie. La densità di popolazione era di 524 abitanti per chilometro quadrato. Le unità abitative erano 208, con una media di 208 per chilometro quadrato. La composizione razziale contava il 91,41% di bianchi, lo 0,38% di nativi americani e l'8,02% di altre razze. Gli ispanici e i latini erano il 15,65% della popolazione residente.